# سینی مقوایی
دیس مقوایی یا سینی مقوایی نوعی ظرف یک‌بارمصرف است که از مقوای بهداشتی تولید می‌شود و عمدتاً دارای روکش‌هایی نظیر متالایز یا OPP (فیلم پلی‌پروپیلن) است. این روکش‌ها به افزایش مقاومت ظرف در برابر رطوبت، چربی و آلودگی کمک می‌کنند. 
دیس‌های مقوایی معمولاً در دستگاه‌های پرس حرارتی شکل‌دهی می‌شوند و بسته به نوع کاربرد، در اندازه‌ها، عمق‌ها و طرح‌های متنوع عرضه می‌گردند. 
این محصولات در دو نوع دو‌لایه و سه‌لایه تولید می‌شوند که منظور از لایه، تعداد ورق‌های مقوایی لمینت‌شده روی یکدیگر است. نوع دولایه به دلیل وزن کمتر، بیشتر در مصارف غذایی مانند رستوران‌ها، کترینگ‌ها و بسته‌بندی غذای بیرون‌بر استفاده می‌شود. در مقابل، نوع سه‌لایه که از سه لایه مقوا تشکیل شده، استحکام بالاتری دارد و معمولاً در قنادی‌ها و برای حمل شیرینی مورد استفاده قرار می‌گیرد. 
برخی مدل‌های دیس، برای افزایش ایمنی و بهداشت، با روکش‌های دورچسب (لبه‌چسب‌دار) عرضه می‌شوند که پوشش کامل‌تری در برابر نفوذ آلودگی ایجاد می‌کند. این دیس‌ها در قالب‌ها و اشکال گوناگون مانند دایره، بیضی، مستطیل، مربع، ترمه، شش‌وجهی و سایر اشکال فانتزی نظیر قلب طراحی می‌شوند. همچنین، ابعاد مختلف آنها برای شناسایی و انتخاب مناسب‌تر در کاتالوگ‌های تولیدی ثبت می‌گردد. 
به دلیل وزن سبک، ظاهر شکیل، قیمت مناسب، بهداشتی بودن و قابلیت بازیافت، این دیس‌ها جایگزین مناسبی برای نمونه‌های پلاستیکی محسوب می‌شوند و کاربرد گسترده‌ای در بسته‌بندی و سرو غذا، فینگر فود، میوه و شیرینی دارند. تولید و فروش دیس مقوایی نیاز به مجوز از سازمان غذا و دارو دارد.